# 8798 Tarantino
8798 Tarantino eller 1981 EF24 är en asteroid i huvudbältet som upptäcktes den 7 mars 1981 av den amerikanska astronomen Schelte J. Bus vid Siding Spring-observatoriet. Den är uppkallad efter Frederick A. Tarantino.
Asteroiden har en diameter på ungefär 7 kilometer.